# Anthurium pariense
Anthurium pariense är en kallaväxtart som beskrevs av George Sydney Bunting. Anthurium pariense ingår i släktet Anthurium och familjen kallaväxter. Inga underarter finns listade.